# Seznam malířů marin

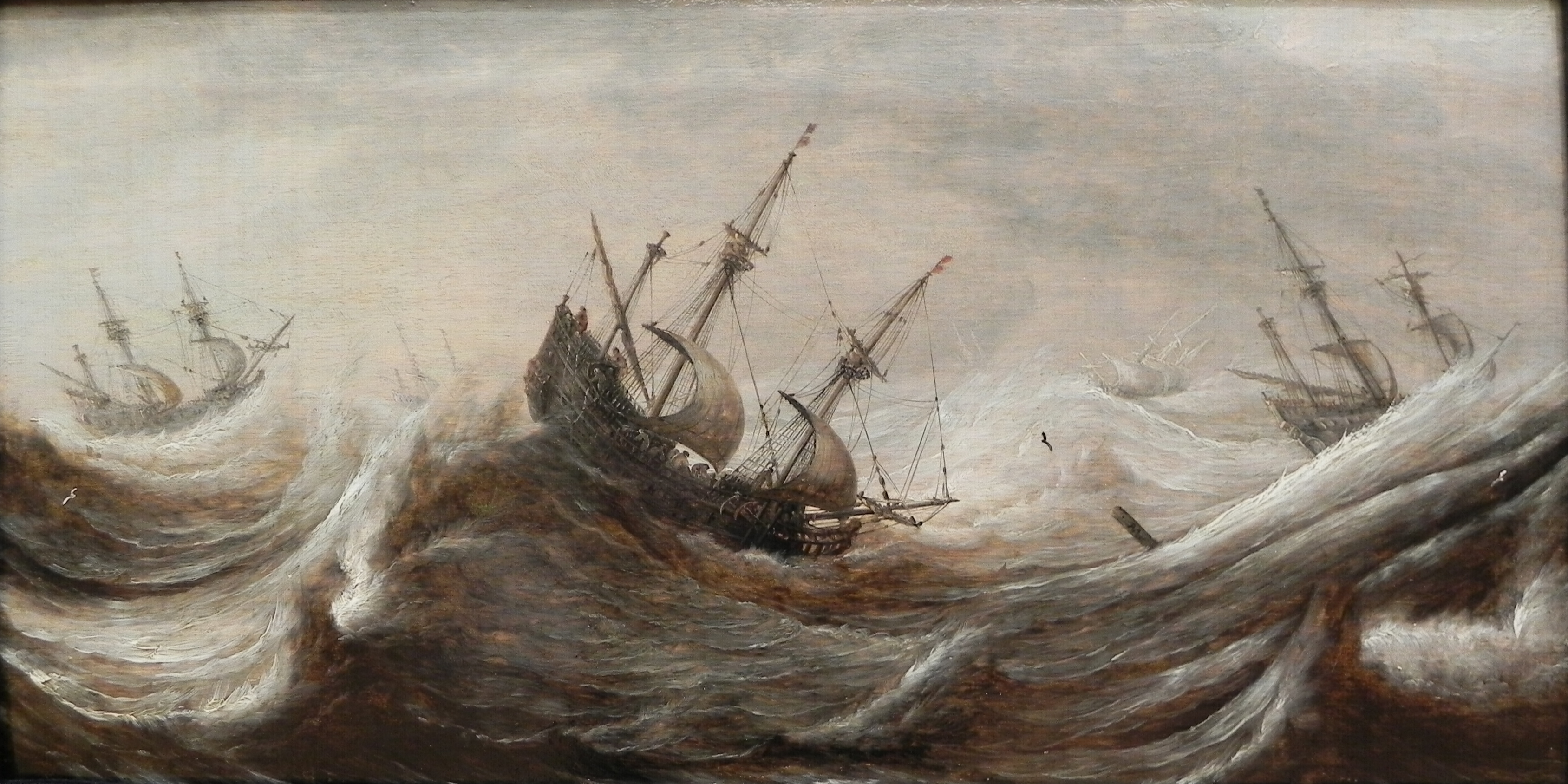
Pieter Mulier: Loď na rozbouřeném moři

Toto je seznam malířů věnujících se tvorbě marin:

## Holandští a vlámští malíři 16. a 17. století
- Hendrick Cornelisz Vroom (cca 1562–1640)
- Cornelis Claesz van Wieringen (cca 1577–1633)
- Adam Willaerts (1577–1664)
- Aert Anthoniszoon (cca 1579 či 1580–1620)
- Jan Porcellis (okolo 1584–1632)
- Abraham de Verwer, zvaný van Burghstrate (asi 1585–1650)
- Andries van Eertvelt (1590–1652)
- Cornelis Verbeeck (1590–1637)
- Cornelis Vroom (1590/1592–1661)
- Claes Claesz. Wou (asi 1592–1665)
- Jan van Goyen (1596–1656)
- Hans Goderis (asi 1600–okolo r. 1656)
- Cornelis Stooter (cca 1595/1600–1655)
- Simon de Vlieger (1600/01–1653)
- Jan Jansen Storck (1603–?)
- Abraham Willaerts (mezi 1603 až 1613–1669)
- Heerman Witmont (asi 1605–1684)
- Hendrick van Anthonissen (1605–1656)
- Jacob Gerritsz Loef (1607/1608–1670/1690)
- Hendrick Martenszoon Sorgh (1609/11–1670)
- Julius Porcellis (asi 1610–1645)
- Pieter Mulier starší (asi 1610–1659)
- Willem van Diest (asi 1610–1668/1672)
- Willem van de Velde (starší) (1610/1611–1693)
- Experiens Sillemans (1611–1653)
- Gillis Peeters (1612–1653)
- Bonaventura Peeters starší (1614–1652)
- Aelbert Cuyp (1620–1691)
- Abraham van Beyeren (1620/1621–1690)
- Jacob Bellevois (asi 1621–1676)
- Allaert van Everdingen (1621–1675)
- Hendrick Dubbels (1621–1707)
- Jan Abrahamsz Beerstraten (1622–1666)
- Reinier Zeeman (1623–1664)
- Jan Peeters (1624–1678)
- Hendrick Staets (před 1626–po 1659)
- Jan van de Cappelle (1626–1679)
- Jan Theuniszoon Blanckerhoff (1628–1669)
- Jacob van Ruisdael (1628/1629–1682)
- Johannes Storck (1629–1673)
- Hans de Jode (1630–po 1662)
- Ludolf Bakhuizen (1630–1708)
- Arnoldus van Anthonissen (asi 1631–1703)
- Willem van de Velde mladší (1633–1707)
- Isaac Sailmaker (1633–1721)
- Jasper van den Bos (1634–v nebo krátce po 1656)
- Jeronymus van Diest (1634–během nebo po 1684)
- Lieve Verschuier (asi 1634–1686)
- Cornelis Pietersz. de Mooij (asi 1635/1645–1693)
- Pieter Mulier mladší (1637–1710)
- Jan van Beecq (1638–1722)
- Jacob Knijff (1639–1681)
- Pieter Coopse (cca 1640–1673)
- Aernout Smit (1640–1710)
- Gerrit Pompe (asi 1640/1650–1695)
- Jacobus Storck (1641–po 1692)
- Abraham Storck (1644–1708)
- Jan Rietschoof (1652–1719)
- Cornelis Boumeester (1652–1733)
- Wigerus Vitringa (1657–1725)
- Adriaen van Salm (1660/1665–1720)
- Michiel Maddersteeg (1662–1708)

## Holandští malíři 18. a 19. století
- Jan Arends (1738–1805)
- Dionys van Dongen (1748–1819)
- Hendrik Kobell (1751–1779)
- Nicolaas Baur (1767–1820)
- Leendert de Koningh (1777–1849)
- Johannes Hermanus Koekkoek (1778–1851)
- Johannes Christiaan Schotel (1787–1838)
- Petrus Johannes Schotel (1808–1865)
- Govert van Emmerik (1808–1882)
- Pieter Dijxhoorn (1810–1839)
- Abraham Hulk starší (1813–1897)
- Hermanus Koekkoek (1815–1882)
- Everhardus Koster (1817–1892)
- Johan Barthold Jongkind (1819–1891)
- Jacob Eduard van Heemskerck van Beest (1828–1894)
- William Frederick de Haas (1830–1880)
- Hendrik Willem Mesdag (1831–1915)
- Mauritz de Haas (1832–1895)
- Pieter Cornelis Dommersen (1833–1918)
- Hermanus Koekkoek mladší (1836–1909)
- Johannes Hermanus Barend Koekkoek (1840–1912)
- Cornelis Christiaan Dommersen (1842–1928)

## Francouzští malíři
- Claude Lorrain (1600–1682)
- Claude Joseph Vernet (1714–1789)
- Antoine Roux (1765–1835)
- Antoine Roux Jr. (1799–1872)
- Théodore Gudin (1802–1880)
- Eugène Isabey (1803–1886)
- Félix Ziem (1821–1911)
- Eugène Boudin (1824–1898)

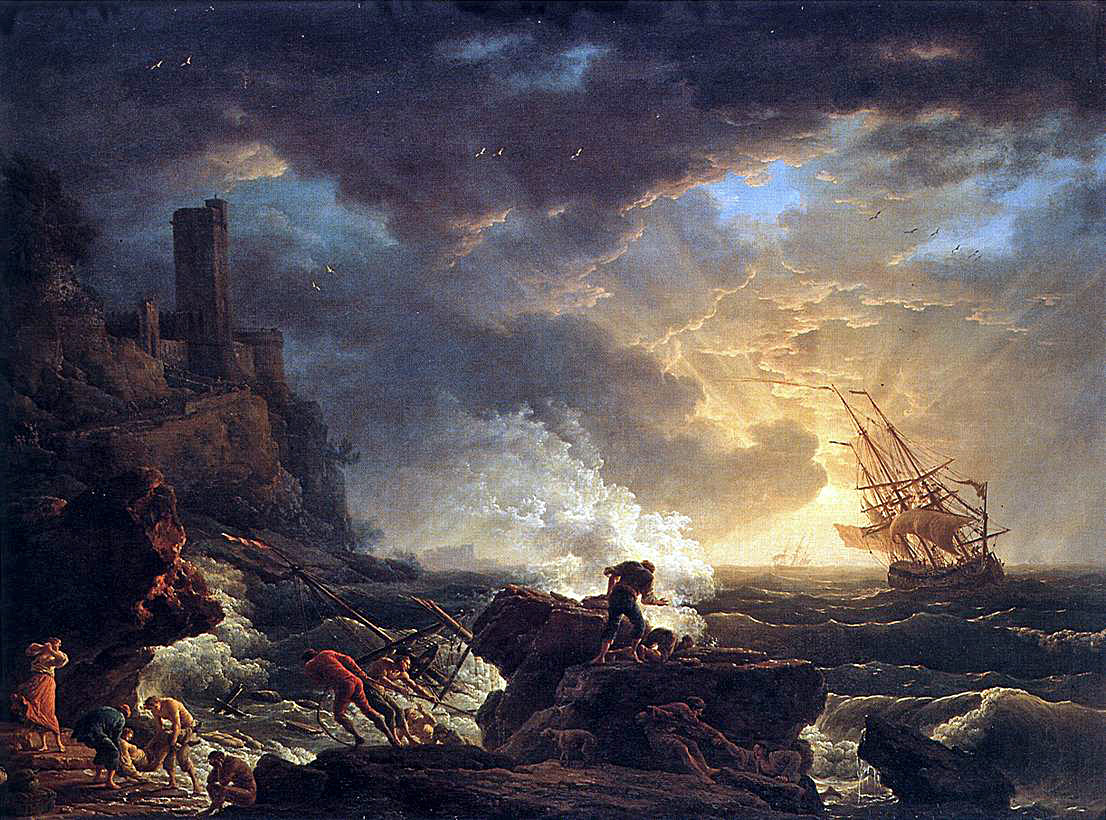
Claude Joseph Vernet: Ztroskotání, 1759

- Emmanuel Gallard-Lépinay (1842–1885)
- Marin-Marie (1901–1987)
- Roger Chapelet (1903–1995)
- Albert Brenet (1903–2005)
- Adrien Manglard (1695–1760)

## Němečtí malíři
- Caspar David Friedrich (1774–1840)
- Carl Justus Harmen Fedeler (1799–1858), otec Carla Justuse Fedelera
- Wilhelm Krause (1803–1864)
- Adolph Friedrich Vollmer (1806–1875)
- Andreas Achenbach (1815–1910)
- Eduard Hildebrandt (1817–1868)
- Franz Johann Wilhelm Hünten (1822–1887)
- Hermann Penner (?-1894)
- Hermann Eschke (1823–1900)
- Oltmann Jaburg (1830–1908)
- Carl Justus Fedeler (1837–1897), syn Carla Justuse Harmena Fedelera
- Eugen Dücker (1841–1916)
- Themistokles von Eckenbrecher (1842–1921)
- Ernst Koerner (1846–1927)
- Carl Saltzmann (1847–1923)
- August John Paul Bohnhorst (1849–1919)
- Hans von Petersen (1850–1914)
- Hugo Schnars-Alquist (1855–1939)
- Fritz Stoltenberg (1855–1921)
- Hans Bohrdt (1857–1945)
- Richard Eschke (1859–1944)
- Carl Bössenroth (1863–1935)
- Willy Stöwer (1864–1931)
- Andreas Dirks (1865–1922)
- Karl Theodor Boehme (1866–1939)
- Alexander Kircher (1867–1939)
- Felix Schwormstädt (1870–1938)
- Johannes Holst (1880–1965)
- Magnus Weidemann (1880–1967)
- Fritz W. Schulz (1884–1962)
- Claus Bergen (1885–1964)
- Robert Schmidt-Hamburg (1885–1963)
- Adolf Mühlhan (1886–1956)
- Kay Heinrich Nebel (1888–1953)
- Adolf Bock (1890–1968)
- Walter Zeeden (1891–1961)
- Jan Horstmann (1894–1982)
- Patrick von Kalckreuth (1898–1970)
- Wolf Strobel (1915–1978)
- Georg Seyler (1915–1998)
- Viktor Gernhard (1923–2014)
- Hans Peter Jürgens (* 1924)
- Gerhard Geidel (1925–2011)
- Rigo Schmitt (1927–1988)
- Peter Hagenah (1928–2015)
- Jochen Sachse (1930–2013)
- Holger Koppelmann (* 1949)
- Ingo Kühl (* 1953)
- Andreas Kruse (* 1965)
- Olaf Rahardt (* 1965)

## Britští malíři
- Peter Monamy (1681–1749)
- Robert Woodcock (1692–1728)
- Samuel Scott (1701/02–1772)
- John Cleveley starší (asi 1712–1777)
- Richard Paton (1717–1791)
- Dominic Serres starší (1719–1793)
- Thomas Leemans (asi 1720–1740)
- Francis Swaine (1720–1783)
- Charles Brooking (1723–1759)
- Francis Holman (1729–1784)
- J. Cook (asi 1730–1750)
- Thomas Mitchell (1735–1790)
- Thomas Allen (asi 1739–1772)
- Thomas Mellish starší (asi 1740–1766)
- Nicholas Pocock (1740–1821)
- John Cleveley mladší (1747–1786)
- Robert Cleveley (1747–1809)
- Robert Dodd (asi 1748–1815)
- Thomas Whitcombe (asi 1752–1824)
- William Anderson (1757–1837)
- John Thomas Serres (1759–1825)
- Thomas Luny (1759–1837)
- Thomas Mellish mladší (asi 1761–1778)
- Dominic Serres mladší (asi 1761/62–1804)
- Thomas Buttersworth (1768–1842)
- Samuel Owen (1768/69–1857)
- Lieutenant William Elliott (asi 1770–1791)
- William Turner (1775–1851)
- John Constable (1776–1837)
- William Innes Pocock (1783–1836)
- Samuel Atkins (asi 1787–1808)
- Clarkson Stanfield (1793–1867)
- Edward William Cooke (1811–1880)
- James E. Buttersworth (1817–1894)
- James Webb (1825–1895)
- William Frederick Mitchell (1845–1914)
- David Brackman (1932–2008)

## Skandinávští malíři

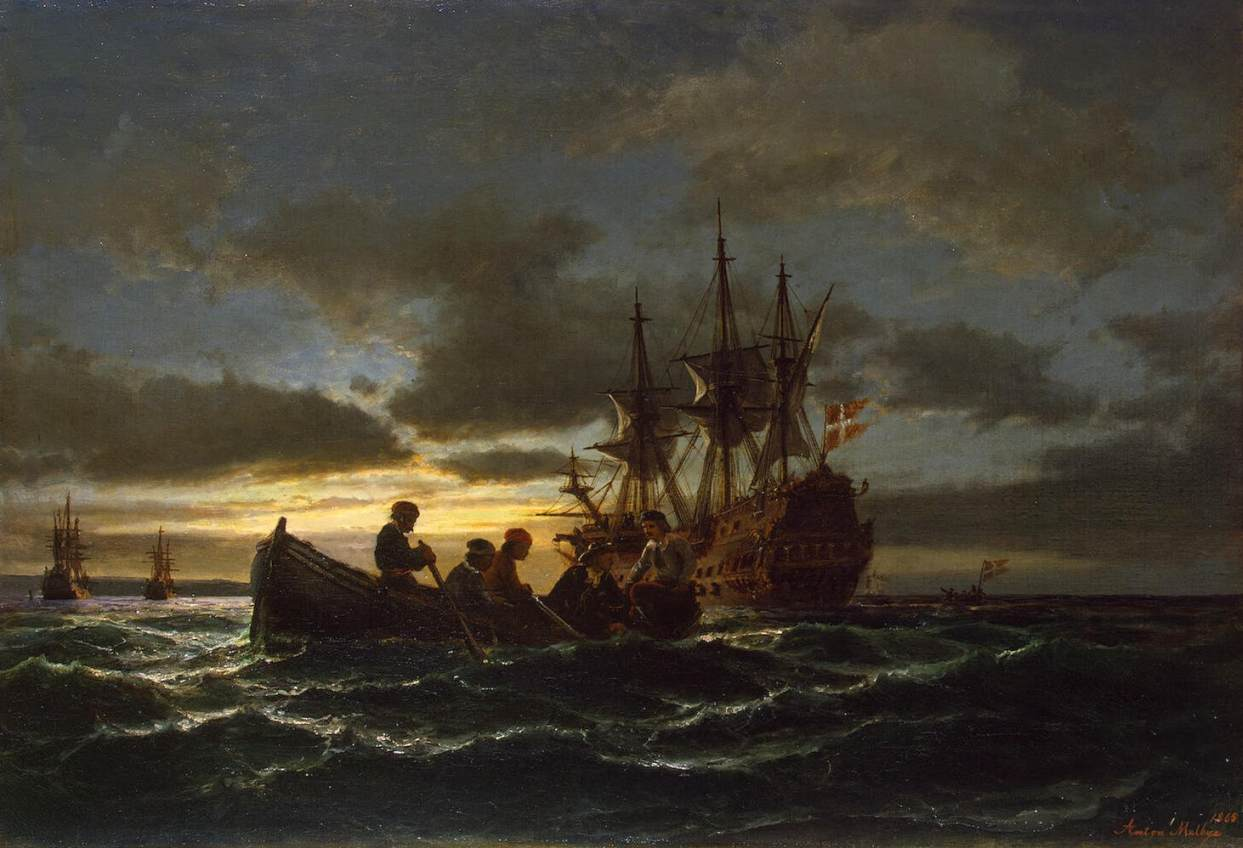
Anton Melbye: Moře v noci

- Johan Christian Clausen Dahl (1788–1857), malíř
- Anton Melbye (1818–1875), dánský malíř
- Carl Frederik Sørensen (1818–1879), malíř
- Hans Gude (1825–1903), norský malíř
- Arel Nordgren (* 1828), malíř
- Georg Anton Rasmussen (1842–1914), malíř
- Adelsteen Normann (1848–1918), malíř
- Alfred Jensen (1859–1935), malíř
- Wolmer Zier (1910–1990), malíř
- Edvard Skari (1839–1903), norský malíř a fotograf

## Malíři z dalších zemí
Řazeno podle data narození:
- Anton Schranz (1769–1839), malíř
- Fitz Hugh Lane (1804–1865), malíř

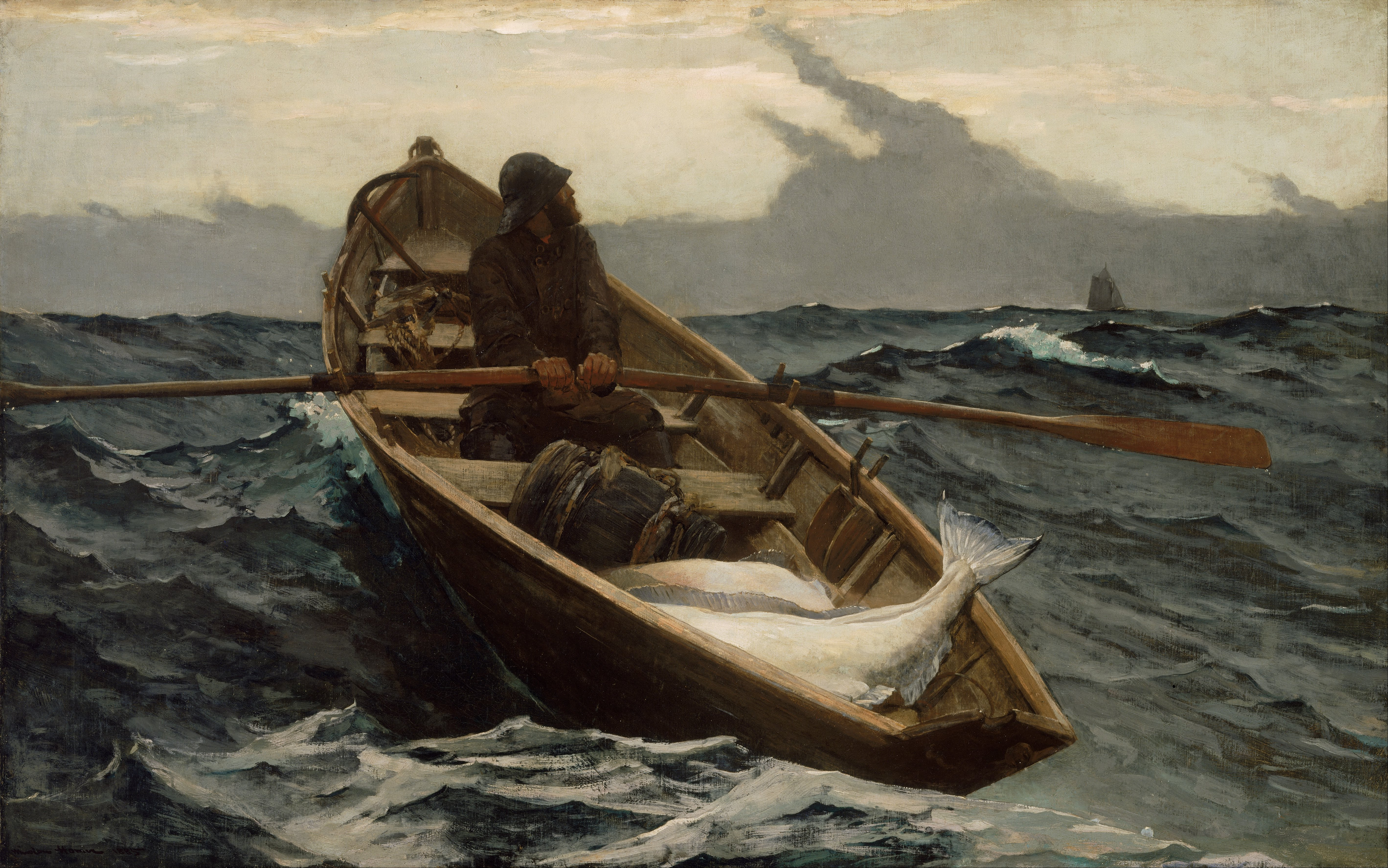
Winslow Homer : The Fog Warning, 1885

- Joan Font i Vidal (1811–1885), malíř
- William Bradford (1823–1892), malíř
- Alexej Petrovič Bogoljubov (1824–1896), malíř
- Winslow Homer (1836–1910), americký malíř
- Dusan Kadlec (1942–2018), česko-kanadský malíř